# Kerrie Meares
Kerrie Meares (Blackwater, 4 de septiembre de 1982) es una deportista australiana que compitió en ciclismo en la modalidad de pista. Es hermana de la campeona olímpica en ciclismo Anna Meares.
Ganó dos medallas en el Campeonato Mundial de Ciclismo en Pista de 2002, plata en velocidad individual y bronce en 500 m contrarreloj.

## Medallero internacional
| Campeonato Mundial | Campeonato Mundial   | Campeonato Mundial | Campeonato Mundial   |
| Año                | Lugar                | Medalla            | Competición          |
| ------------------ | -------------------- | ------------------ | -------------------- |
| 2002               | Ballerup (Dinamarca) | Medalla de plata   | Velocidad individual |
| 2002               | Ballerup (Dinamarca) | Medalla de bronce  | 500 m contrarreloj   |